# Josip Šutalo
Josip Šutalo (* 28. Februar 2000 in Čapljina, Bosnien und Herzegowina) ist ein kroatischer Fußballspieler. Der Innenverteidiger steht bei Ajax Amsterdam unter Vertrag und ist A-Nationalspieler.

## Karriere

### Verein
Josip Šutalo begann in der Jugend von NK Neretva Metković mit dem Fußballspielen, bevor er im Juli 2014 in die Jugendabteilung von Dinamo Zagreb wechselte. Am 1. September 2018 gab er in der 2. HNL sein Debüt für Dinamo Zagreb II, wo man gegen NK BSK Bijelo Brdo mit 3:1 gewann. Sein Debüt für die erste Mannschaft gab er am 1. Juli 2020, beim 1:0-Auswärtssieg gegen Inter Zaprešić.
Im Januar 2021 wurde Šutalo für die zweite Saisonhälfte an den Ligakonkurrenten NK Istra 1961 ausgeliehen, für welche er bis zum Sommer 22 Spiele absolvierte.
Sein erstes Tor und seine erste Vorlage für Dinamo erzielte er am 23. Juli 2021, beim 4:0-Auswärtssieg gegen NK Hrvatski dragovoljac. Am 16. September 2021 lief er zudem erstmals in der UEFA Europa League auf. Dinamo verlor das Auswärtsspiel gegen West Ham United mit 0:2.
Im August 2023 wechselte Šutalo zum niederländischen Traditionsverein Ajax Amsterdam. Die Ablösesumme betrug rund 21 Mio. Euro.

### Nationalmannschaft
Bis 2021 durchlief Šutalo alle kroatischen Juniorennationalmannschaften, bevor er im Mai 2022 erstmals für die A-Nationalmannschaft nominiert wurde. Am 10. Juni gab er im Gruppenspiel der UEFA Nations League sein Debüt gegen Dänemark. Kroatien gewann das Spiel mit 1:0.

#### Erfolge
Bei der Fußball-Weltmeisterschaft 2022 in Katar erreichte er mit der Kroatischen Nationalmannschaft Platz 3.  

### Statistiken
- Stand: 14. Juni 2023[12]

| Verein                | Saison  | Liga   | Liga   | Liga | Nationaler Pokal | Nationaler Pokal | Kontinental | Kontinental | Gesamt | Gesamt |
| Verein                | Saison  | Liga   | Spiele | Tore | Spiele           | Tore             | Spiele      | Tore        | Spiele | Tore   |
| --------------------- | ------- | ------ | ------ | ---- | ---------------- | ---------------- | ----------- | ----------- | ------ | ------ |
| Dinamo Zagreb II      | 2018/19 | 2. HNL | 5      | 0    | 0                | 0                | —           | —           | 5      | 0      |
| Dinamo Zagreb II      | 2019/20 | 2. HNL | 4      | 0    | 0                | 0                | —           | —           | 4      | 0      |
| Dinamo Zagreb II      | 2020/21 | 2. HNL | 6      | 0    | 0                | 0                | —           | —           | 6      | 0      |
| Dinamo Zagreb II      | Gesamt  | Gesamt | 15     | 0    | 0                | 0                | 0           | 0           | 15     | 0      |
| Dinamo Zagreb         | 2019/20 | 1. HNL | 4      | 0    | 1                | 0                | 0           | 0           | 5      | 0      |
| Dinamo Zagreb         | 2020/21 | 1. HNL | 3      | 0    | 1                | 0                | 0           | 0           | 4      | 0      |
| Dinamo Zagreb         | 2021/22 | 1. HNL | 28     | 2    | 1                | 0                | 5           | 1           | 34     | 3      |
| Dinamo Zagreb         | 2022/23 | 1. HNL | 27     | 2    | 2                | 1                | 7           | 0           | 36     | 3      |
| Dinamo Zagreb         | Gesamt  | Gesamt | 62     | 4    | 5                | 1                | 12          | 1           | 79     | 6      |
| NK Istra 1961 (Leihe) | 2020/21 | 1. HNL | 22     | 0    | 4                | 1                | —           | —           | 26     | 1      |
| Gesamt                | Gesamt  | Gesamt | 99     | 4    | 9                | 2                | 12          | 1           | 120    | 7      |